# رایان دال
رایان دال (به انگلیسی: Ryan Dahl) (متولد ۱۹۸۱) یک مهندس نرم افزار آمریکایی است که بیشتر به خاطر ایجاد رانتایم (runtime) نود جی‌اس جاوااسکریپت و همچنین رانتایم دینو برای جاوااسکریپت و تایپ‌اسکریپت شناخته شده‌است.

## اوایل زندگی و تحصیلات
رایان دال در سن‌دیگو در کالیفرنیا بزرگ شد. مادرش در ۶ سالگی برای او یک اپل آی‌آی‌سی (Apple IIc) خرید که یکی از اولین تجربیات او در زمینه فناوری بود. رایان در یک کالج منطقه‌ای در سن‌دیگو شرکت کرد و بعداً به دانشگاه کالیفرنیا سن دیگو رفت و در آنجا ریاضیات خواند.
او در مقطع کارشناسی ارشد در رشته ریاضیات در دانشگاه راچستر رفت و در آنجا در رشته توپولوژی جبری مشغول شد که به نظر او برای چند سال «بسیار خیالی و زیبا» بود اما بعدا از آن خسته شد زیرا «آنقدرها در زندگی واقعی قابل استفاده نبود.»
پس از فارغ التحصیلی وارد مقطع دکتری شد؛ اما در نهایت آن را رها کرد زیرا نمی‌خواست بقیه عمر خود را به ریاضیات اختصاص دهد. در عوض او به آمریکای جنوبی رفت و در آنجا شروع به توسعه برنامه های وب با زبان برنامه‌نویسی روبی کرد.

## حرفه
پس از کار بر روی پروژه نود جی‌اس از سال ۲۰۰۹، دال در ژانویه ۲۰۱۲ اعلام کرد که از این پروژه کناره‌گیری می‌کند و مسئولیت این پروژه را به عهده خالق ان‌پی‌ام و کارمند سابق Joyent ایزاک ز. شلوتر (Isaac Z. Schlueter) می‌گذارد.
رایان دال دلیل زیر را برای کناره‌گیری از این پروژه بیان کرد:
پس از سه سال کار بر روی نود جی‌اس، این من را آزاد می‌کند تا روی پروژه‌های تحقیقاتی کار کنم. من هنوز یک کارمند در Joyent هستم و از کناره بر روی پروژه نظارت خواهم داد، اما درگیر رفع باگ‌های روز به روز آن نمی شوم.
در سال ۲۰۱۸ او دینو را معرفی کرد، یک رانتایم برای جاوا‌اسکریپت و تایپ‌اسکریپت که بر پایه موتور وی۸ ساخته شده‌است.